# Clifton, Quận Pierce, Wisconsin
Clifton là một thị trấn thuộc quận Pierce, tiểu bang Wisconsin, Hoa Kỳ. Năm 2010, dân số của thị trấn này là 1.955 người.